# Hermann Josef Abs

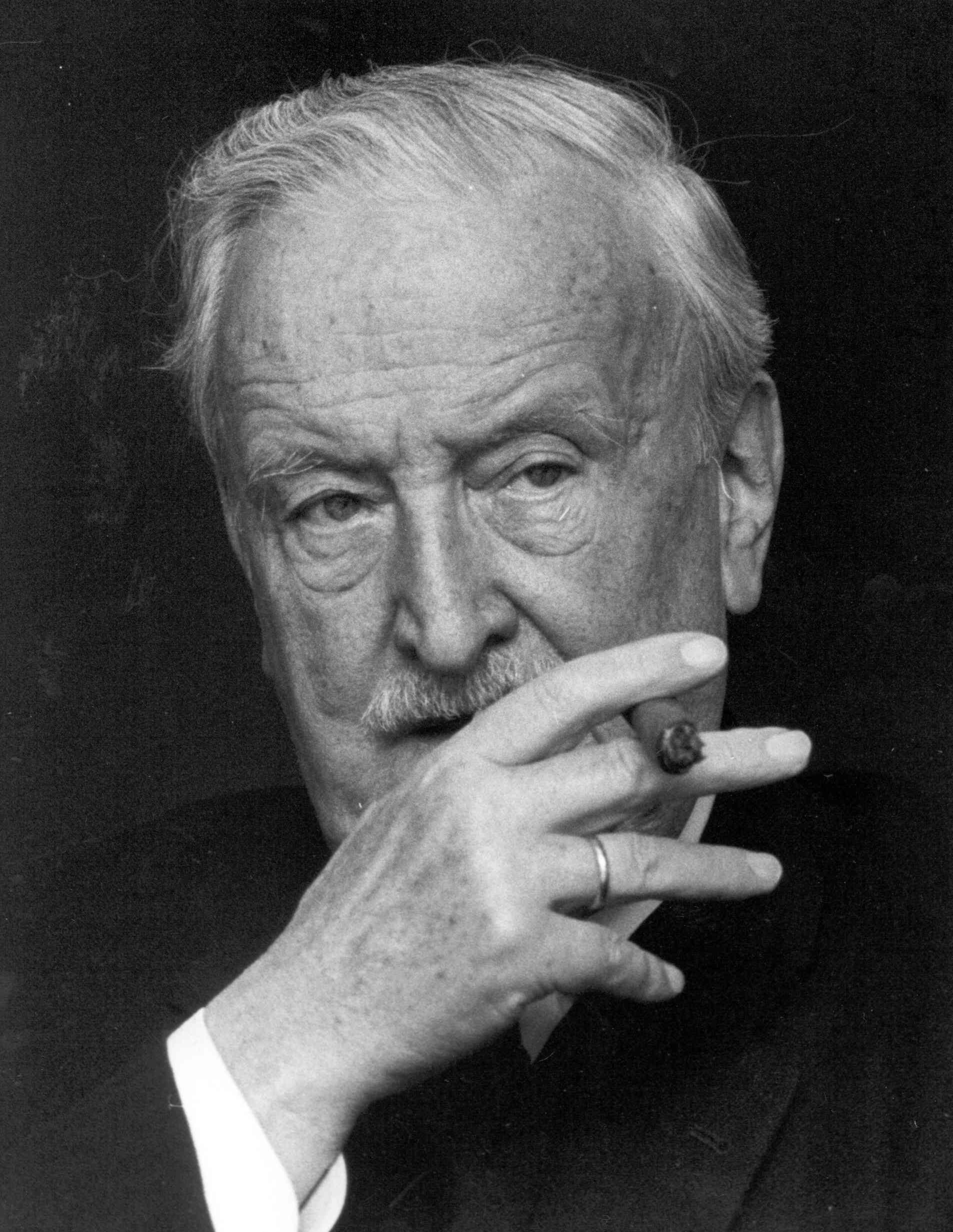
Hermann Josef Abs in den 1970er Jahren

Hermann Josef Abs (* 15. Oktober 1901 in Bonn; † 5. Februar 1994 in Bad Soden am Taunus) war ein einflussreicher deutscher Bankmanager. 
Während der Zeit des Nationalsozialismus war er ab 1938 Vorstandsmitglied der Deutschen Bank sowie ab 1940 Mitglied des Aufsichtsrats der I.G. Farben. Nach dem Zusammenbruch des NS-Staates wurde er von seinem Vorstandsposten suspendiert und für etwa drei Monate inhaftiert. 
Er war Vorstandssprecher von 1957 bis 1967 und anschließend bis 1976 Aufsichtsratsvorsitzender der Deutschen Bank. Aufgrund der Anhäufung seiner vieler Aufsichtsratsmandate beschloss der Deutsche Bundestag 1965 eine sogenannte Lex Abs, womit die Zahl der Mandate pro Person beschränkt wurde. Bundeskanzler Konrad Adenauer diente er als Berater und „Finanzdiplomat“. 

## Leben

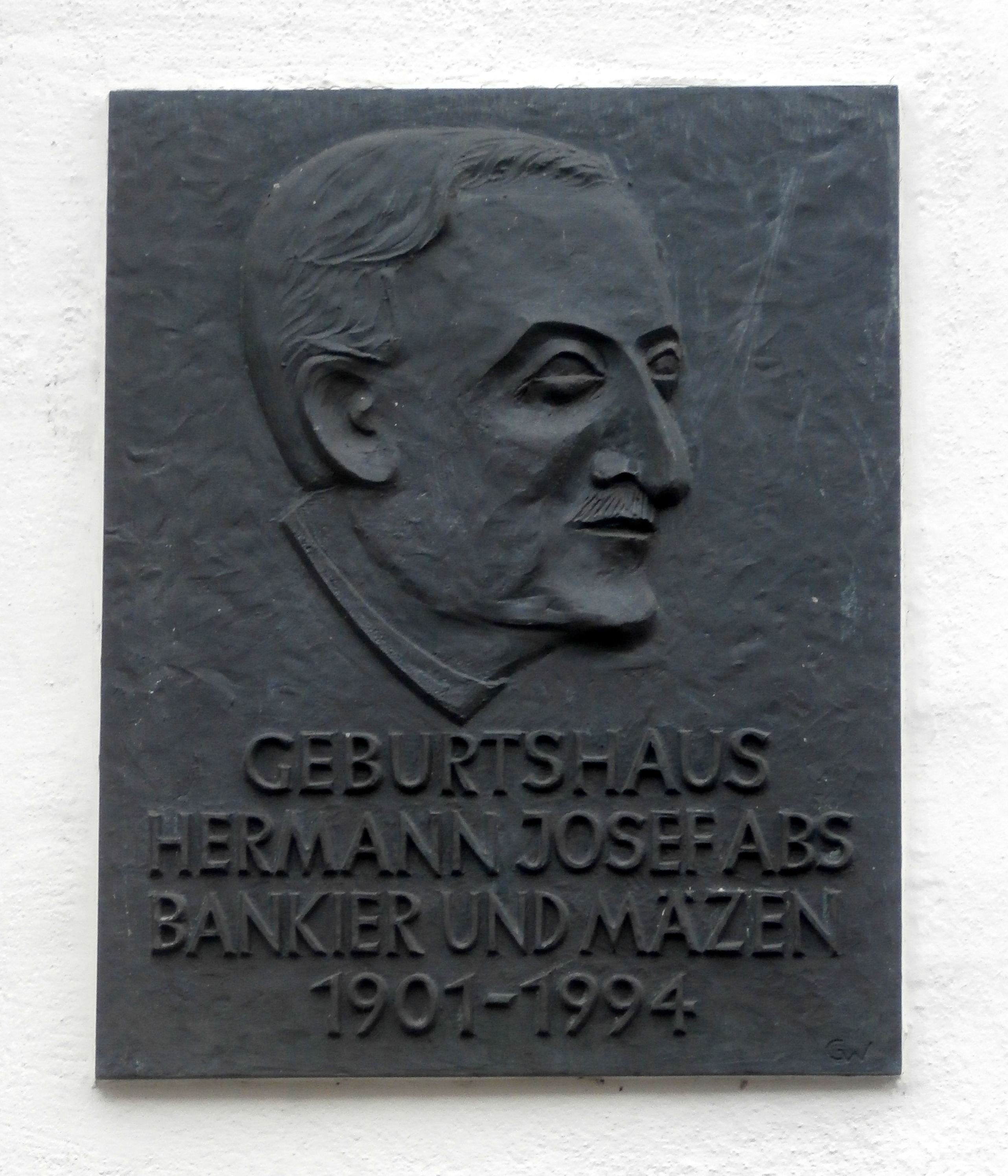
Gedenktafel am Geburtshaus von Hermann Josef Abs in Bonn, Thomas-Mann-Straße 44

Hermann Josef Abs, geboren als Sohn des Managers und Rechtsanwalts Josef Abs (1862–1943), Vorstandsmitglied der Braunkohlen-Gesellschaft Hubertus, Braunkohlenbergbau in Brüggen an der Erft, Mitglied des Aufsichtsrates der Braunkohlen- und Brikettwerke Roddergrube und Aufsichtsratsvorsitzender der Erft AG, und seiner Ehefrau Katharina, geb. Lückerath, wuchs in einer gläubigen katholischen Familie auf. Bereits sein Großvater war Rechtsanwalt und Notar in Bonn gewesen und hatte es zum königlich-preußischen Justizrat gebracht, der über Verbindungen in der katholischen Zentrumspartei und in der rheinischen Braunkohlewirtschaft verfügte. Nach dem Abitur am Städtischen (humanistischen) Gymnasium in Bonn, dem heutigen Ernst-Moritz-Arndt-Gymnasium, absolvierte Abs eine Banklehre beim Bonner Privatbankhaus Louis David und begann anschließend Wirtschafts- und Rechtswissenschaften an der Universität Bonn zu studieren. Schon nach einem Semester brach er 1921 das Studium ab, weil seine Familie ihm das Studium nicht mehr finanzieren konnte, um bis 1923 beim Privatbankhaus Delbrück, von der Heydt & Co in Köln, danach für kurze Zeit jeweils bei Banken in Amsterdam, England, den USA und Lateinamerika als Devisenhändler zu arbeiten.
Am 15. Februar 1928 heiratete er Inez Schnitzler (1908–1991), die der angesehenen Kölner Bankiersfamilie Schnitzler entstammte. Aus der Ehe stammen zwei Kinder: Thomas Vincent (1929–2001) und Marion Claude (* 1930). Das Ehepaar ging anschließend für ein paar Monate nach Frankreich und Spanien, ehe Abs 1928 in Amsterdam seine Tätigkeit bei der Bank N.V. Rhodius Koenigs Handelmaatschappij aufnahm. 1929 wechselte er zum renommierten Berliner Privatbankhaus Delbrück Schickler & Co., einem Schwesterinstitut des Kölner Bankhauses Delbrück, von der Heydt & Co. Abs besaß seit 1939 den Bentgerhof bei Birresdorf in der heutigen Gemeinde Grafschaft im Landkreis Ahrweiler, wo er bis zuletzt offiziell wohnhaft war.

### Eintritt in die Deutsche Bank 1937
Als Nachfolger eines jüdischen Teilhabers wurde Abs 1935 nach Inkrafttreten der Nürnberger Gesetze „Juniorpartner“ bei Delbrück Schickler & Co. in Berlin. 1937 nahm Abs das Angebot an, als Nachfolger des verstorbenen Vorstandsmitgliedes Gustaf Schlieper zur Deutschen Bank zu wechseln. 1938 wurde er in den Vorstand berufen, dessen Mitglied er bis Kriegsende 1945 blieb.
Aufgrund seiner Auslandserfahrungen und Fremdsprachenkenntnisse (er sprach fließend Englisch, Niederländisch, Französisch und Spanisch) war er im Vorstand für das Auslandsgeschäft und Industriefinanzierungen zuständig. Hier warb er in neutralen Staaten für die Zeichnung der Kriegskredite des nationalsozialistischen Deutschlands.

### Arisierung

#### Banken
Nach dem Anschluss Österreichs im März 1938 und nach dem Ende September 1938 geschlossenen Münchner Abkommen, mit dem die Tschechoslowakei das Sudetenland abtreten musste, strebte das Reichswirtschaftsministerium (RWM) die sogenannte Arisierung des dortigen Bankwesens an. Abs war im Vorstand der Deutschen Bank mit der Arisierung von jüdischen Banken und Unternehmen betraut. Direkt nach dem Anschluss verhandelte er in Begleitung von Walter Pohle, einem ehemaligen Mitarbeiter des RWM, über die beabsichtigte Übernahme der damals größten Bank Österreichs, der Creditanstalt. Louis Nathaniel von Rothschild wurde von der SS verhaftet. Zahlreiche jüdischen Mitarbeiter wurden binnen kurzer Zeit entlassen. Nach 14 Monaten in Isolationshaft wurde Rothschild am 11. Mai 1939 nach Preisgabe des gesamten österreichischen Familienbesitzes freigelassen. Unter der Herrschaft des NS-Regimes unterhielt die Creditanstalt Geschäftsbeziehungen zu mindestens 13 Konzentrationslagern, darunter das KZ Auschwitz, von denen die Bank regelmäßig Todeslisten erhielt und Wuchergebühren für Geldüberweisungen von Angehörigen an KZ-Häftlinge berechnete. Auch bei der Arisierung der Sascha Filmindustrie spielte die Creditanstalt eine tragende Rolle. Sie übernahm das politisch bedrängte Unternehmen zu einem unrealistisch niedrigen Wert von damals 1000 Schilling und übergab die Anteile in der Folge an die Cautio Treuhand, ein von NS-Propagandaminister Joseph Goebbels gesteuertes Unternehmen.
Die Deutsche Bank übernahm in der besetzten Tschechoslowakei im Jahr 1939 die Böhmische Union Bank, welche die Übernahmen und Transaktionen bei der Arisierung jüdischer Vermögen abwickelte. Eine direkte Beteiligung von Abs an diesen Vorgängen ist umstritten. Der Historiker Lothar Gall sieht keine direkte Verstrickung, da Abs nur Stellvertreter des für das Protektorat Böhmen und Mähren verantwortlichen Vorstands Oswald Rösler war. Rösler selbst, der auch Vorsitzender des Aufsichtsrats der Böhmischen Union Bank war, beurteilte erst 1943 die Aktivitäten des verantwortlichen Mitarbeiters Walter Pohle in einer im Vorstand verbreiteten Aktennotiz äußerst kritisch.
Einige Arisierungen waren Gegenstand US-amerikanischer Ermittlungen nach Ende des Zweiten Weltkriegs (OMGUS-Report). Zu nennen ist hier etwa das Bankhaus Mendelssohn.

#### Unternehmen
Adler & Oppenheimer war während der Zeit des Nationalsozialismus Gegenstand eines komplizierten „Arisierungs-Prozesses“, den Abs und Pohle für die Deutsche Bank bearbeiteten. Es handelte sich um die größte ein Industrieunternehmen betreffende Arisierung der Deutsche Bank AG. Abs wurde 1938 Mitglied des Aufsichtsrates. Die Arisierung bestand darin, dass ein von der Deutsche Bank AG geführtes Konsortium 75 % der Aktien übernahm. Die Bank machte beim Verkauf des in „Norddeutsche Lederwerke“ umbenannten Unternehmens einen Gewinn von etwa 2,75 Mio. Reichsmark.
Auf Grundlage der Forschungsergebnisse zweier Historikerkommissionen betont James, dass die Deutsche Bank vor allem wegen der komplexen internationalen Wirtschaftsverflechtungen mit Fällen wie dem von Adler & Oppenheimer befasst wurde. Auch Abs’ persönliche Kontakte hätten eine zentrale Rolle bei der Arisierung von A & O gespielt. Nach der Restitution der Eigentümer nach 1947 blieb Abs Vorsitzender des Aufsichtsrats.

#### Familie Petschek
Die vier deutsch-tschechischen Petschek-Brüder besaßen einen Konzern mit einem riesigen Kohle-Imperium mit Braunkohlefeldern. Die Arisierung einer ihrer Firmen, der Hubertus AG, die sich mehrheitlich im Besitz der Familie Petschek befand (Familie Abs hielt 16,2 %), begann mit dem Vorwurf des Oberfinanzpräsidenten von Hannover, dass die AG eine Kapitalflucht in Höhe von 70 Mio. RM organisiert habe. Eine Verfügung des Reichswirtschaftsministeriums verpflichtete die Familie daraufhin, die AG bis Ende Februar 1939 zu verkaufen. Die Deutsche Bank verkaufte die AG an die Interessengemeinschaft der Familie Abs, die in der Erft Bergbau AG organisiert war.
An der Erft Bergbau AG hielt die Familie Abs 50 % der Aktien. Die alte Hubertus AG wurde 1941 liquidiert.
Auf Grundlage der Forschungsergebnisse fasst James zusammen:

„Abs nutzte eine ungewöhnliche Breite an Kontakten aus – von ausländischen Konzernen wie Unilever, dem Vatikan, über deutsche Wirtschaftsführer bis zu den Verbrechern, die die Übernahmen und Enteignungen in Österreich und der Tschechoslowakei leiteten, bis zu SS und Gestapo. Während er einigen der großen deutsch-jüdischen Dynastien - den Mendelssohns, den Hirschlands, den Oppenheimers und den Adlers – oder den deutsch-tschechischen Petscheks half, verdiente er gleichzeitig Geld für seine Bank und erweiterte seine Kontakte und Interessen.“

### Ausbeutung von Zwangsarbeitern
Ab 1940 war Abs Mitglied im Aufsichtsrat der I.G. Farben; dies war eines seiner ersten Aufsichtsratsmandate.  Die I.G. Farben baute für 900 Millionen Reichsmark, in ihrem größten Bauprojekt überhaupt, ein Bunawerk in der Nähe des Vernichtungslagers Auschwitz. 25.000 Häftlinge starben auf der Baustelle oder im Außenlager Monowitz, das von der SS für die I.G. Farben betrieben wurde. Angesichts der großen Geldsumme für die Anlage vermutet der Historiker Tim Schanetzky, dass Abs weitreichende Kenntnisse gehabt habe. Bis heute ist ungeklärt, was Abs als Aufsichtsrat der I.G. Farben vom Vernichtungslager Auschwitz und der dortigen Baustelle der I.G. Farben wusste.
Im Herbst 1944 war Abs Aufsichtsratschef der Mechanik GmbH Rochlitz, eines Hydraulik-Herstellers für die Kriegsproduktion, die in Wansleben bei Halle (Saale) ein unterirdisches KZ-Außenlager (Tarnname „Kali-Werk Georgi“) mit ca. 1.000 Zwangsarbeitern und Häftlingen betrieb.

### Kriegswirtschaft
Kurz nach dem Angriff auf die Sowjetunion begrüßte Abs in einem flammenden persönlichen Schreiben an den führenden finnischen Bankier Rainer von Fieandt den Krieg gegen die Sowjetunion als Kampf „gegen den größten Feind aller Freiheit und Menschlichkeit“.
1941 wurde er Mitglied des Aufsichtsrates der Kontinentale Öl AG und Aufsichtsratsvorsitzender der Pittler Werkzeugmaschinenfabrik AG, einer Maschinenbaufirma in Leipzig-Wahren.
Im Rahmen seiner Tätigkeit als einer der einflussreichsten Banker Deutschlands und Aufsichtsratsmitglied in über 40 Banken und Industriekonzernen im In- und Ausland pflegte er intensive Geschäftsbeziehungen zur Spitze des OKW-Amtes Ausland/Abwehr. Ein besonders enger Kontakt bestand zum Chef der Abteilung Abwehr I („Geheimer Meldedienst“, zuständig für Auslandsspionage und Nachrichtenbeschaffung), Oberst Hans Piekenbrock. Dieser Kontakt gestaltete sich zum gegenseitigen Vorteil, denn Abs war sowohl als Agent der Abwehr als auch als deren Auftraggeber tätig.

### Herkunft des Goldes
Eine internationale Historikerkommission beschäftigte sich im Auftrag des Historischen Instituts der Deutschen Bank Ende der 1990er Jahre mit der Frage, ob Abs in der NS-Zeit Kenntnis über die Herkunft bestimmter Goldbestände hatte, welche die Deutsche Bank von der Reichsbank laufend erwarb: Es handelte sich dabei um von der Degussa umgeschmolzenes Gold ermordeter Juden aus den Vernichtungslagern im Osten. Die Kommission fand eine Reihe zuverlässiger Indizien für Abs’ Wissen um die Herkunft des Goldes, zweifelsfrei klären konnte sie die Ausgangsfrage in Ermangelung eines eindeutigen Beweises jedoch nicht.

### Mitgliedschaften
Abs war Mitglied im Rußlandausschuß der Deutschen Wirtschaft und im Beirat der Deutschen Reichsbank.
Abs gehörte zeitlebens keiner Partei an. 1943 drängte die NSDAP im Verlauf der Diskussion um die Reform der Banken ohne Erfolg auf die Entlassung der katholischen Vorstände Clemens Plassmann und Abs. Abs hat stets verneint, ein Teil des Widerstands gegen Hitler gewesen zu sein, auch wenn er Kontakte zu Personen des Widerstands hatte.

### Kriegsende und Wiederaufbau

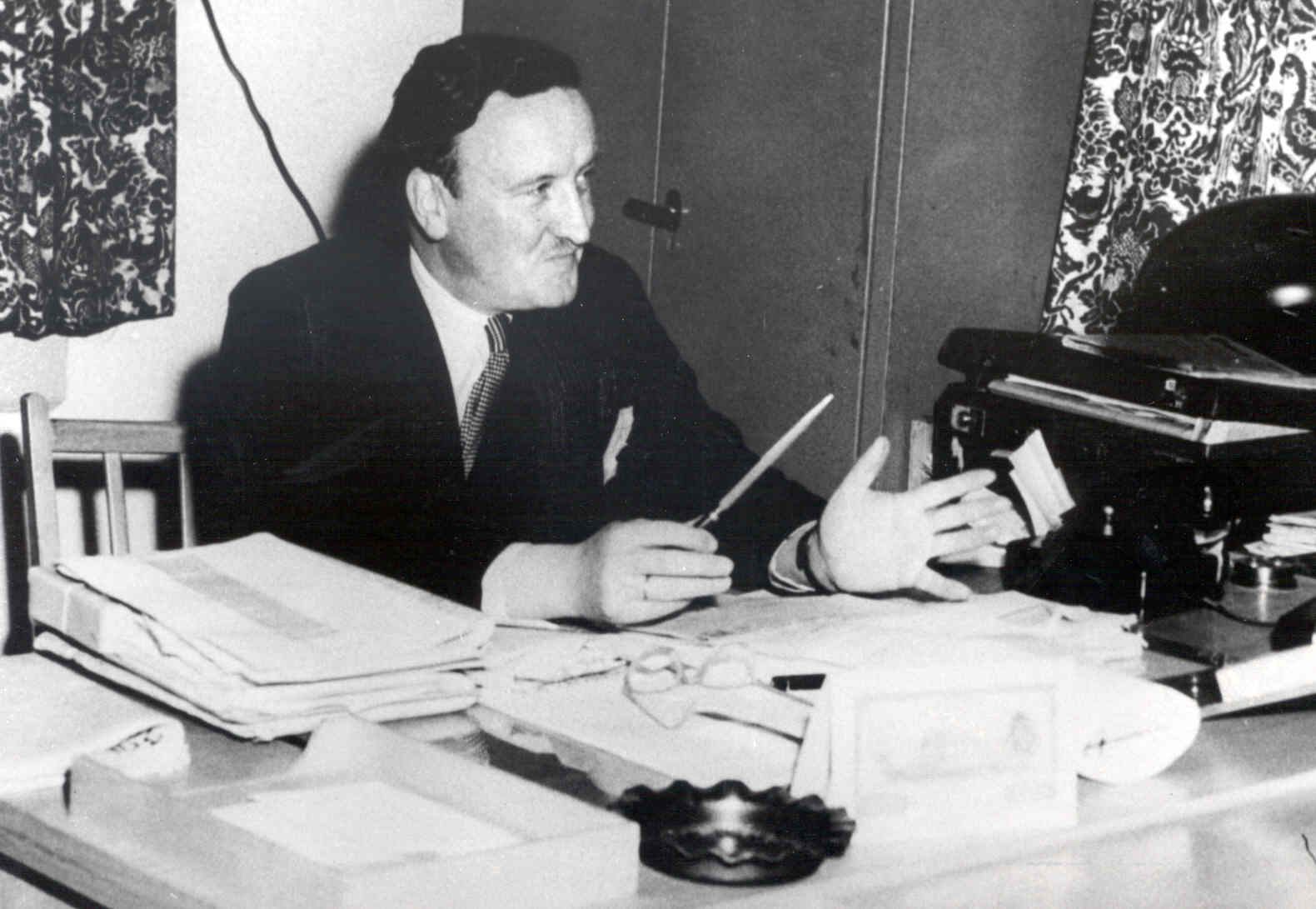
Abs in der Kreditanstalt für Wiederaufbau 1949

Teilschuldverschreibung über 100 DM der KfW vom 31. Dezember 1949 mit Unterschrift von Hermann Josef Abs

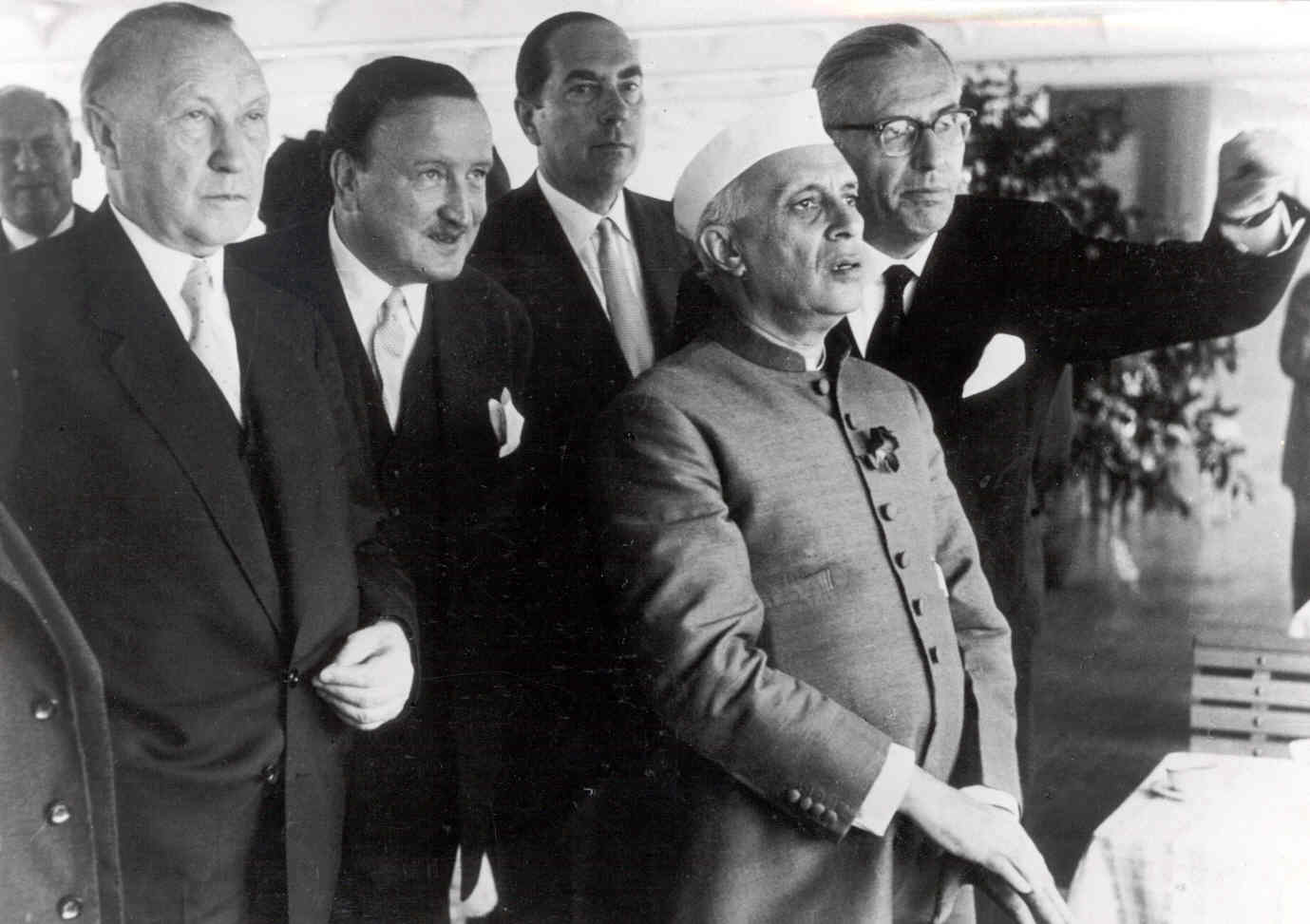
Abs mit Adenauer beim Besuch des indischen Ministerpräsidenten Jawaharlal Nehru 1956

Nach dem Krieg wurde Abs gemäß Anweisung der Alliierten von seinem Vorstandsposten suspendiert und für etwa drei Monate inhaftiert. Danach wurde er als Finanzberater in der britischen Besatzungszone herangezogen. Im späteren Entnazifizierungsverfahren wurde er in die Kategorie V (entlastet) eingestuft.
Abs war am Aufbau der Bundesrepublik Deutschland maßgeblich beteiligt, unter anderem von 1948 bis 1952 als Vorstandsvorsitzender der Kreditanstalt für Wiederaufbau (KfW): Während der Vorstandskollege und „Betriebsführer“ bei der Deutschen Bank, Karl Ritter von Halt, als ehemaliges NSDAP-Mitglied fünf Jahre in sowjetischer Haft im Speziallager Nr. 2 Buchenwald verbrachte, hatte Abs die Wartezeit genutzt, um zu den Wirtschaftsfachleuten am Sitz der Militärverwaltung in der Britischen Besatzungszone in Bad Oeynhausen sowie zu Fachleuten der amerikanischen Militärverwaltung in Frankfurt am Main Kontakte zu pflegen und sich als Zeuge der Anklage am Internationalen Militärgerichtshof in Nürnberg zur Verfügung zu stellen. Mit dem Marshallplan war die Gründung der KfW als der wichtigsten Nachkriegsbank in Westdeutschland verbunden, die diese Gelder zu verwalten hatte. Abs wurde Finanzberater von Bundeskanzler Konrad Adenauer und verhandelte mit den USA über Wirtschaftskredite. Er leitete 1952 in London die Delegation der Bundesrepublik bei den Verhandlungen zur Regelung der deutschen Auslandsschulden. Anfang 1953 endeten die Gespräche mit dem Londoner Schuldenabkommen, welches mit der Rückzahlung von 14 Milliarden DM in kleinen jährlichen Raten und einem Moratorium der Reparationen bis zu einem Friedensvertrag endete. Ein Nebeneffekt des Londoner Schuldenabkommens wurde aus deutscher Sicht lange ausgeblendet, denn unter Reparationen wurden damals auch Entschädigungen für ausländische Opfer des NS-Regimes verstanden. Zwangsarbeitern aus dem Ausland wurden mit dem Hinweis auf das Londoner Schuldenabkommen von deutschen Unternehmen und Gerichten bis in die 1990er Jahre Entschädigungen verweigert.
Der damalige Bundespräsident Heinrich Lübke forcierte eine Ernennung Abs’ zum Außenminister Deutschlands. Abs verhielt sich gegenüber Adenauer jedoch eher zögerlich. Nach einer Stellungnahme Abs’ für „eine enge, vertrauensvolle Zusammenarbeit mit der Opposition“ in außenpolitischen Fragen gab Lübke sein Vorhaben auf. Adenauer schrieb dem Bankier aber einen freundlichen Brief, in dem er ihm „herzlich“ dankte für die „Bereitwilligkeit, bei einer ernsten Zuspitzung der Situation sich zur Verfügung zu stellen“. Möglicherweise schien Abs die Tätigkeit des „Welt-Bankiers“ von vorneherein interessanter; vor diesem Hintergrund erschlösse sich sein Handeln 1961 als Einflussnahme auf die damalige Bonner Kabinettszusammensetzung zu Gunsten von Adenauer oder dem jüngeren Nachfolge-Außenminister Gerhard Schröder.
1955 bemühte er sich in den USA um die Freigabe der dort seit dem Zweiten Weltkrieg eingefrorenen deutschen Vermögen, war darin aber letztlich nicht erfolgreich. Zum „Vater des deutschen Wirtschaftswunders“ Ludwig Erhard pflegte Abs ein ironisch-distanziertes Verhältnis.

### Deutsche Bank im Nachkriegsdeutschland

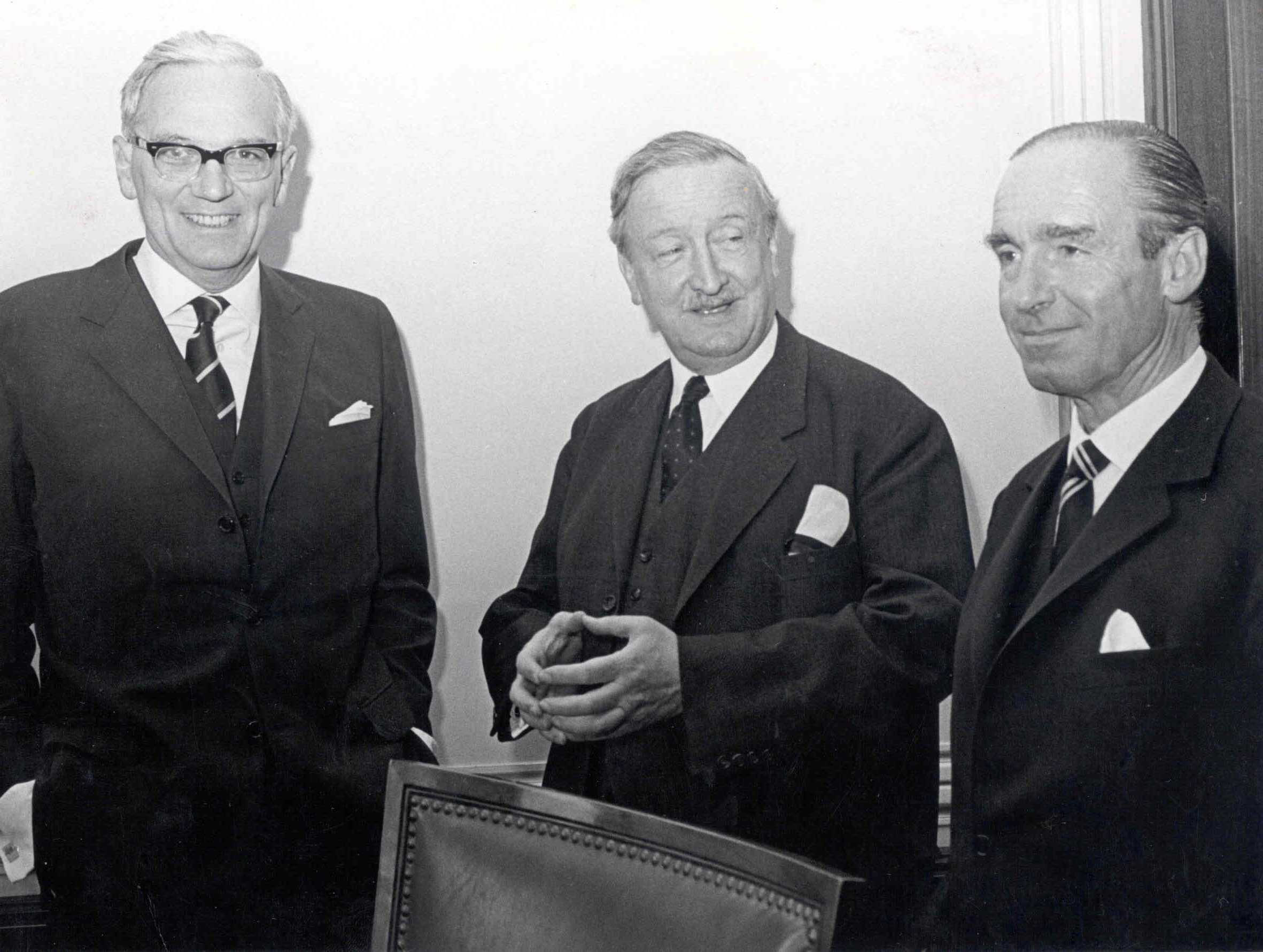
Abs mit seinen Sprechernachfolgern Karl Klasen (l.) und Franz Heinrich Ulrich (r.) am 12. April 1967

1952 nahm Abs seine offizielle Tätigkeit in der Deutschen Bank, Berlin-Düsseldorf, wieder auf, zunächst als Sprecher des Vorstands in der Süddeutschen Bank AG, München, einem der Nachfolgeinstitute der Deutschen Bank. Sein Arbeitsplatz und Wohnsitz blieb allerdings in Frankfurt am Main. 1957 wurde er auch Sprecher des Vorstands der wiedervereinten Deutschen Bank in Frankfurt am Main. Laut Aussagen des ehemaligen Lockheed-Verkäufers Paul White erhielten Hermann Josef Abs und der damalige Bundesminister Franz Josef Strauß Gelder im Zusammenhang mit dem Verkauf von Flugzeugen des Typs Lockheed Super Constellation und Electra an die Lufthansa.

„White told the FMOD (Foreign Ministry of Defense) that Lockheed had hired Frank Fahle at the suggestion of Herman Abs, that Abs and Strauss had received money in connection with the sale of Constellations and Electras to Lufthansa and that the same pattern of dealing was continuing on the 104 sale.“

Mit bis zu 30 Aufsichtsratsmandaten, davon 20 als Vorsitzender, war er in den 1960er Jahren eine Schlüsselfigur der deutschen Wirtschaft und der einflussreichste Bankier in Deutschland. Nach seinem Ausscheiden aus dem Vorstand der Deutschen Bank wurde er 1967 zum Vorsitzenden des Aufsichtsrats gewählt. 1976 beendete er sein Aufsichtsratsmandat, blieb anschließend bis zu seinem Tod im Februar 1994 Ehrenvorsitzender der Deutschen Bank.
Von 1968 bis 1970 war er Aufsichtsratsvorsitzender der Friedrich Krupp GmbH. Aufgrund der Vielzahl seiner Aufsichtsratsmandate wurde 1965 bei der Novellierung des Aktiengesetzes die Anzahl der Aufsichtsratsmandate einer Person auf maximal zehn beschränkt (§100 Abs. 2 Satz 1 Aktiengesetz). Im Volksmund wurde diese Beschränkung auch Lex Abs genannt. Abs konnte auf wichtige wirtschafts- und finanzpolitische Maßnahmen in der Bundesrepublik (erste Auslandsanleihe, D-Mark-Aufwertung) oder Gesetze (Bundesbankgesetz, das Gesetz über die deutschen Großbanken) Einfluss nehmen.
1970 verklagte Abs den DDR-Historiker Eberhard Czichon und dessen Verleger Manfred Pahl-Rugenstein, weil jener in einer bei diesem erschienenen Biographie unter anderem behauptet hatte, Abs habe sich bei Arisierungen selbst bereichert, habe eine „Machtposition im faschistischen System“ innegehabt und sei für NS-Zwangsarbeit von KZ-Häftlingen und sogar Kindern verantwortlich. Ursprünglich hatte er die Sache auf sich beruhen lassen wollen, aber als Czichon seinerseits drohte, die Deutsche Bank wegen Verleumdung zu verklagen, bat er seine Anwälte einzuschreiten. Begleitet von einer erheblichen Medienaufmerksamkeit in Ost und West, die nicht zuletzt mit dem gleichzeitigen 100-jährigen Jubiläum der Deutschen Bank in Zusammenhang stand, wurde der Prozess vor dem Landgericht Stuttgart geführt. Im Juni 1972 wurden Czichon und sein Verleger wegen falscher Tatsachenbehauptung in 32 Fällen zur Zahlung von 20.000 DM Schadensersatz verurteilt, das Buch durfte nicht mehr verbreitet werden. Das Gericht urteilte rein rechtspositivistisch, eine Bewertung von Abs’ aktiver Mitarbeit an der rassistischen Politik des NS-Regimes erfolgte nicht. Abs verzichtete auf die Vollstreckung der Summe, die Pahl-Rugenstein ruiniert hätte, da sich sein Anwalt mit dem Czichons (und damit mit der SED) außergerichtlich darauf einigte, dass weitere Angriffe auf ihn und die Deutsche Bank, namentlich eine Veröffentlichung der OMGUS-Berichte, die belastendes Material über ihn enthielten, unterblieben.
Abs bewohnte in Kronberg im Taunus von 1953 bis zu seinem Tode 1994 die 1936 für Fritz ter Meer, Vorstandsmitglied der I.G. Farben, gebaute Villa ter Meer mit 1200 Quadratmetern Wohnfläche, Gartensaal, Musikzimmer und Ankleidezimmer.
Am 5. Februar 1994 starb Abs im Alter von 92 Jahren in Bad Soden am Taunus. In einem Nachruf zitierte der Spiegel den amerikanischen Bankier David Rockefeller mit den Worten, Abs sei „der führende Bankier der Welt“. Sein Grab befindet sich in der Friedhofskapelle St. Gertrud von Oedingen, einem Ortsteil von Remagen.

## Nachlass
Sein Archiv umfasst etliche Akten der DB aus der NS-Zeit und war bis 2014 gesperrt. Es enthält eine beträchtliche Anzahl von Karteikarten mit dem Inhalt von Gesprächen, jedoch keine Informationen über Gespräche mit Pohle, Hans Kehrl und Joachim Riehle, dem Bankenexperte des RWM, mit denen Abs nachweislich in engem Kontakt stand. Die Akten des Finanzamts, die für 80 Jahre gesperrt sind, könnten die Frage nach dem mit den Arisierungen verbundenen Gewinn klären.

## Mäzenatentum
Abs galt als ein einflussreicher Kunstmäzen.
Zudem engagierte er sich stark in diesem Bereich:
- Auf eigene Kosten ließ Abs die Kapelle auf dem Friedhof Oedingen renovieren. Daraufhin erhielt er 1952 vom Bistum Trier das Recht, in der Kapelle eine Gruft für sich und seine Frau zu bekommen.[44]
- Münzsammlung des Welfenhauses: Im Jahr 1983 übernahm Abs die Vermittlung beim Verkauf der Münzsammlung des Welfenhauses mit etwa 40.000 Münzen und Medaillen vom damaligen Besitzer Ernst August von Hannover an das Land Niedersachsen.
- Evangeliar Heinrichs des Löwen: Im August 1983 ersteigerte er das Evangeliar Heinrichs des Löwen, eine bedeutende Handschrift des 12. Jahrhunderts, die im Londoner Auktionshaus Sotheby’s von offiziell unbekannten Besitzern angeboten wurde. Das Buch wurde durch Abs am 6. Dezember 1983 für 32,5 Millionen D-Mark für die Bundesrepublik Deutschland ersteigert[45] und war bis zum Erwerb einer Handschrift des Leonardo da Vinci („Codex Leicester“) durch Bill Gates das teuerste Buch der Welt.
- Deutsche Nationalstiftung: 1993 gründete Abs zusammen mit Helmut Schmidt, Michael Otto und Gerd Bucerius die Deutsche Nationalstiftung.
- Beethoven-Haus: 1987 stiftete er 1 Million DM für das Bonner Beethoven-Haus und ermöglichte den Bau eines Kammermusiksaals.[37]
- Melos Quartett: Hermann Josef Abs war ein langjähriger Freund und Förderer des Melos Quartetts.[46]

## Mitgliedschaften
1955 wurde er von Kardinal-Großmeister Nicola Kardinal Canali zum Ritter des Ritterordens vom Heiligen Grab zu Jerusalem ernannt und am 7. Mai 1955 durch Lorenz Jaeger, Großprior der deutschen Statthalterei, investiert. Er war Kollarritter des Ritterordens und als Nachfolger von Alois Hundhammer von 1971 bis 1985 Statthalter der Deutschen Statthalterei des Ritterordens vom Heiligen Grab zu Jerusalem.
Abs war 1955 Mitbegründer der Deutschen Gesellschaft für Auswärtige Politik (DGAP). Seit 1920 Mitglied, leitete Hermann Abs von 1960 bis 1994 als Vorsitzender den Verein Beethoven-Haus in Bonn.

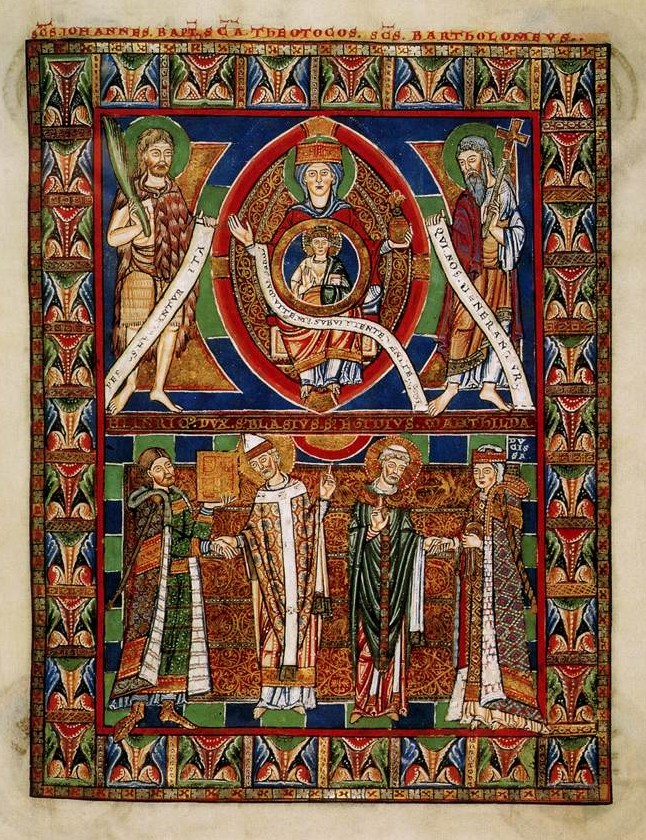
Das Evangeliar Heinrichs des Löwen wurde durch Abs am 6. Dezember 1983 für 32,5 Millionen D-Mark für die Bundesrepublik Deutschland ersteigert.

Von 1968 bis 1971 gehörte Abs dem Zentralkomitee der deutschen Katholiken an. Er nahm die Funktion eines ständigen Vertreters des Heiligen Stuhls bei der Internationalen Atomenergie-Organisation (IAEO) wahr. Er war Vizepräsident der deutschen Sektion des International Christian Leadership Netzwerks. 1963 war er Senator der Max-Planck-Gesellschaft.

## Ehrungen und Auszeichnungen
- 1953: Großes Verdienstkreuz mit Stern der Bundesrepublik Deutschland
- 1965: Bayerischer Verdienstorden
- 1966: Großes Verdienstkreuz mit Stern und Schulterband der Bundesrepublik Deutschland
- 1967: Jabach-Medaille der Stadt Köln[50]
- 1968: Bernhard-Harms-Preis des Instituts für Weltwirtschaft Kiel.[51]
- 1969: Großkreuz des Gregoriusordens durch Papst Paul VI.
- 1975: Großes Silbernes Ehrenzeichen am Bande für Verdienste um die Republik Österreich[52]
- 1977: Ehrenbürgerschaft von Argentinien
- 1979: Gran Oficial de la Orden de Bernardo O’Higgins
- 1979: Order of Good Hope der Republik Südafrika
- 1980: Großkreuz des Ordens von Oranien-Nassau der Niederlande
- 1982: Ehrenring der Görres-Gesellschaft
- 1984: Order of Al Hussein bin Ali des Königreichs Jordanien
- 1988: Großkreuz des Verdienstordens der Bundesrepublik Deutschland
- 1990: Hessischer Verdienstorden
- 1991: Ehrenbürger der Stadt Frankfurt am Main
- 1992: Staatspreis des Landes Nordrhein-Westfalen

## Filme, Filmbeiträge
- Gerolf Karwath: Hitlers Eliten nach 1945. Teil 3: Unternehmer – Profiteure des Unrechts. Regie: Holger Hillesheim. Südwestrundfunk (SWR, 2002).